# Словник української мови (Жайворонка)
Словник української мови за ред. В. Жайворонка (СУМЖ) — тлумачний словник української мови, створений під керівництвом українського мовознавця Віталія Жайворонка спільними зусиллями Інституту української мови НАН України та київського відділення товариства Просвіта. Словник містить близько 165 тисяч слів.

## Історія видання
Перший пробний наклад словника вийшов друком у 2005 році у видавництві «Просвіта» під назвою Великий тлумачний словник сучасної української мови.[джерело?]
Ще один пробний наклад словника вийшов друком у 2009 році у видавництві «Дніпро» під тією ж назвою Великий тлумачний словник сучасної української мови.
Перший повноцінний наклад словника вийшов друком у листопаді 2012 році у видавництві Просвіта під назвою Словник української мови; тоді ж на презентації творці словника обіцяли, що до кінця 2012 року викладуть електронну версію словника аби зробити його доступнішим. У 2016 році це видання перевидали без змін та з тим же ISBN.

## Видання
- Великий тлумачний словник сучасної української мови: Близько 165 000 слів. Укладач та головний редактор: Віталій Жайворонок. Київ: Просвіта. 2005. 1332 стор. ISBN 966-213-349-3
  - (передрук) Великий тлумачний словник сучасної української мови: Близько 165 000 слів. Укладач та головний редактор: Віталій Жайворонок. Київ: Дніпро. 2009. 1332 стор. ISBN 966-578-189-8
  - (передрук) Словник української мови: Близько 165 000 слів. Укладач та головний редактор: Віталій Жайворонок. Київ: Просвіта. 2012. 1316 стор. ISBN 978-966-2133-49-3 (передрук у 2016 з тим же ISBN)

## Оцінки
На думку укладачів словник є одним з найкращих тлумачних словників української мови. У 2013 році український мовознавець Наталя Сніжко згадувала СУМЖ як один з фундаментальних тлумачних словників української мови.

## Використання матеріалів СУМ-11
Коли у видавництві Просвіта у 2012 році з'явилася чергова редакція Словника української мови за ред. В. Жайворонка, його творці відкрито заявили, що їх словник базувався на матеріалах 135-тисячного СУМ-11 (1970—1980).
Як зазначив на презентації видання у квітні 2012 року професор кафедри історії та культури української мови Мар'ян Скаб, саме щирість є відмінною рисою цього словника у порівнянні з іншими сучасними тлумачними словниками української мови, оскільки словник «прозоро декларує, що продовжує і розвиває 11-томний словник української мови, який був обділений, скажімо, цитатами з Біблії, діаспорної літератури тощо». Схожу тезу на презентації видання заявив і відповідальний за наукову концепцію СУМЖ мовознавець Василь Німчук, який підкреслив що їх словник «повністю змінив усю концепцію [СУМ-11]» й «чимало додав абсолютно нового матеріалу для того, щоб отримати, не схожий на інші видання словник». Він також жартома додав: «Я радий, що цей словник укладений, а не украдений…».